# Liste der Straßen in der Prager Neustadt
Diese Liste  (tschechisch Seznam ulic)  enthält  Straßen der historischen Prager Neustadt.

## Straßen
Die tschechischen Straßennamen sind übliche Kurzformen, zu denen offiziell meist noch ein ulice ergänzt werden kann. Es sind die deutschen Straßennamen von vor 1939 angegeben, in Klammern bei neuen Namen die übersetzten heutigen Bezeichnungen.
| Name                | Deutscher Name                     | Bild | Commons              | Informationen (RUIAN) | Karte (Mapy.cz) | Bemerkungen                                        |
| ------------------- | ---------------------------------- | ---- | -------------------- | --------------------- | --------------- | -------------------------------------------------- |
| 28. října           | (Straße des 28. Oktober)           |      | 28. října            | 446211                | 150373          | benannt nach Staatsgründern des 28. Oktober 1918   |
| Albertov            | (Albertstraße)                     |      | Albertov             | 442712                | .119205         | benannt nach Eduard Albert                         |
| Apolinářská         | Apolinargasse                      |      | Apolinářská          | 442941                | 119228          |                                                    |
| Barvířská           |                                    |      | Barvířská            | 443247                | 119258          |                                                    |
| Benátská            | Benateker Gasse (Venediger Straße) |      | Benátská             | 443379                | 119270          | benannt nach tschechischer Bezeichnung für Venedig |
| Biskupská           | Bischofsgasse                      |      | Biskupská            | 443646                | 119297          |                                                    |
| Biskupský dvůr      | Bischofshof                        |      | Biskupský dvůr       | 443654                | 119298          |                                                    |
| Bolzanova           | (Bolzanostraße)                    |      | Bolzanova            | 443824                | 119315          | benannt nach Mathematiker Bernard Bolzano          |
| Botičská            | Botičgasse                         |      | Botičská             | 443921                | 119324          | benannt nach Botič, Nebenfluss der Moldau          |
| Boženy Němcové      | (Božena-Němcová-Straße)            |      | Boženy Němcové       | 462152                | 121133          | benannt nach Božena Němcová                        |
| Charvátova          | Charvátgasse                       |      | Charvátova           | 448834                | 119811          |                                                    |
| Dittrichova         | Ullrichsgasse (Dittrichstraße)     |      | Dittrichova          | 445568                | 119487          | benannt nach František Dittrich                    |
| Divadelní           |                                    |      | Divadelní            | 445576                | 119488          |                                                    |
| Dlážděná            | Pflastergasse                      |      | Dlážděná             | 481068                | 123008          |                                                    |
| Dřevná              | Holzgasse                          |      | Dřevná               | 446068                | 119537          |                                                    |
| Fügnerovo náměstí   | (Fügnerplatz)                      |      | Fügnerovo náměstí    | 446998                | 119627          |                                                    |
| Gorazdova           | (Gorazdstraße)                     |      | Gorazdova            | 447072                | 119635          | benannt nach Heiligem Gorazd von Prag              |
| Havlíčkova          | (Havličekstraße)                   |      | Havlíčkova           | 447471                | 119675          | benannt nach Karel Havlíček Borovský               |
| Helmova             | (Helmgasse)                        |      | Helmova              | 447676                | .119695         |                                                    |
| Hlavova             |                                    |      | Hlavova              | 447897                | 119717          |                                                    |
| Horská              | Berggasse                          |      | Horská               | 448222                | 119750          |                                                    |
| Husitská            | (Hussitengasse)                    |      | Husitská             | 448605                | 119788          | benannt nach Hussiten                              |
| Hybernská           | Hybernergasse                      |      | Hybernská            | 448761                | 119804          |                                                    |
| Hálkova             |                                    |      | Hálkova              | .447269               | .119654         |                                                    |
| Jenštejnská         |                                    |      | Jenštejnská          | 449687                | 119896          |                                                    |
| Jeruzalémská        | Jerusalemgasse                     |      | Jeruzalémská         | 449733                | 119901          | benannt nach Jerusalemkirche                       |
| Ječná               |                                    |      | Ječná                | 449601                | 119888          |                                                    |
| Jindřišská          | Heinrichsgasse                     |      | Jindřišská           | 450073                | 119936          |                                                    |
| Jiráskovo náměstí   | (Jirasekplatz)                     |      | Jiráskovo náměstí    | 450201                | .119949         | benannt nach Alois Jirásek                         |
| Jiráskův most       | (Jirásekbrücke)                    |      | Jiráskův most        | 450227                | 1900842         | benannt nach Alois Jirásek                         |
| Jungmannova         | Jungmanngasse                      |      | Jungmannova          | 450553                | 119983          | benannt nach Josef Jungmann                        |
| Jungmannovo náměstí | Jungmannplatz                      |      | Jungmannovo náměstí. | 450618                | 119989          |                                                    |
| Karlovo náměstí     | Karlsplatz                         |      | Karlovo náměstí      | 451517                | 120079          | benannt nach Kaiser Karl IV.                       |
| Kateřinská          | Katharinagasse                     |      | Kateřinská           | 451592                | .120087         | benannt nach Katharinenkirche                      |
| Ke Karlovu          |                                    |      | Ke Karlovu           | 451754                | 120103          |                                                    |
| Ke Štvanici         | Štvanice                           |      | Ke Štvanici          | 451908                | 120118          |                                                    |
| Klimentská          |                                    |      | Klimentská           | 452165                | 120143          |                                                    |
| Koubkova            |                                    |      | Koubkova             | 452998                | 120225          |                                                    |
| Krakovská           | (Krakauer Straße)                  |      | Krakovská            | 453226                | 120248          |                                                    |
| Křemencova          | Kremenecg.asse                     |      | Křemencova           | 453650                | 120290          |                                                    |
| Křižíkova           | (Křižíkstraße)                     |      | Křižíkova            | 453749                | .120298         | benannt nach František Křižík                      |
| Ladova              | (Ladastraße)                       |      | Ladova               | 454117                | 120335          | benannt nach Josef Lada                            |
| Lannova             | (Lannastraße)                      |      | Lannova              | 509221                | 125738          | benannt nach Vojtěch Lanna (dem Älteren)           |
| Lazarská            | Lazarusgasse                       |      | Lazarská             | 454141                | 120338          |                                                    |
| Legerova            | Legérgasse                         |      | Legerova             | 499439                | 124821          | benannt nach Louis Léger                           |
| Lodecká             |                                    |      | Lodecká              | 454800                | 120402          |                                                    |
| Lodní mlýny         |                                    |      | Lodní mlýny          | 454818                | 120403          |                                                    |
| Lublaňská           |                                    |      | Lublaňská            | 454991                | 120421          | benannt nach Ljubljana.                            |
| Lípová              |                                    |      | Lípová               | 454711                | .120394         |                                                    |